# Кепецинешть (Мехедінць)
Кепецинешть, Кепецинешті (рум. Căpățânești) — село у повіті Мехедінць в Румунії. Входить до складу комуни Броштень.
Село розташоване на відстані 248 км на захід від Бухареста, 29 км на північний схід від Дробета-Турну-Северина, 80 км на північний захід від Крайови.

## Населення
За даними перепису населення 2002 року у селі проживала 181 особа, усі — румуни. Усі жителі села рідною мовою назвали румунську.